# هوایرورونی
هوایرورونی (به اسپانیایی: Huayruruni) یک کوه در پرو است که در Peru, Cusco Region واقع شده‌است. هوایرورونی ۴٬۹۰۰ متر بالاتر از سطح دریا واقع شده‌است.